# Ácido lisérgico
El ácido lisérgico es una sustancia reconocida por su valor como precursor de varios alcaloides naturales y del cornezuelo de centeno. Las estructuras químicas de los alcaloides del cornezuelo del centeno fueron bien descritas en los años setenta. Recibe este nombre por ser un ácido producto común de la hidrólisis de compuestos derivados del ergot.
Existen de manera natural dos tipos de isómeros del ácido lisérgico, el ácido D-Lisérgico y el ácido L-lisérgico, pero ninguno tiene suficiente acción biológica. Sin embargo el D-lisérgico por amidación, da nacimiento a los alcaloides del cornezuelo del centeno con acción farmacológica terapéutica. Del mismo modo, la ergonovina, por hidrólisis, da ácido lisérgico más una amina.
Hoy en día se toma al ácido lisérgico como sinónimo de su isómero D-lisérgico. Es de esta configuración que es un precursor de una amplia gama de alcaloides de la ergolina que se producen por el hongo del cornezuelo y se encuentran en las semillas de Turbina corymbosa, Argyreia nervosa, y en la Ipomoea tricolor.
Los derivados del ácido lisérgico natural generalmente se modifican mediante un enlace C9-amida para dar ergoamidas simples o ergopeptinas complejas que contienen una estructura cíclica de tripéptido cíclico en esta posición. A estas amidas del ácido lisérgico, se les conoce como lisergamidas y son ampliamente utilizadas como productos farmacéuticos.

## Ácido lisérgico como precursor

### LSD
Es precisamente debido a una amidación que el ácido lisérgico es el precursor de la dietilamida de ácido lisérgico, un poderoso alucinógeno. El LSD fue sintetizado en 1943 por Albert Hoffman, investigador que descubrió sus peculiares propiedades al ingerirla de manera accidental. Sin embargo, el precursor químico, el ácido lisérgico, carece de efectos alucinógenos.

### Amida de ácido D-lisérgico
Por amidación simple, en el ácido lisérgico se promueve la formación de amida de ácido D-lisérgico, pero de manera natural. Este tipo de substancia es alucinógena (a diferencia del precursor) y posee diversos efectos adversos poco peligrosos como elevación de la presión sanguínea, taquipnea y episodios de psicosis paranoide en algunas personas.